# Communiteiten
Communiteiten is een sciencefiction roman van de Canadese schrijver Donald Kingsbury, oorspronkelijk gepubliceerd in Analog magazine in 1982 en uitgegeven door Timescape Books, New York. Het boek speelt zich af in hetzelfde universum als sommige van Kingsbury's andere verhalen, zoals "Shipwright" (1978) en de niet-gepubliceerde The Finger Pointing Solward.
In het Verenigd Koninkrijk heette de roman Geta, en in Frankrijk 'Parade nuptiale.
Courtship Rite was de eerste winnaar van de Compton Crook Award voor beste eerste roman, werd genomineerd voor de Hugo Award voor Beste Roman in 1983 en won de 2016 Prometheus Hall of Fame Award.